# Elles Voskes
Elles Voskes (Amsterdam, 3 agosto 1964) è un'ex nuotatrice olandese.
Specializzata nello stile libero ha vinto la medaglia d'argento nella staffetta 4x100 m sl alle Olimpiadi di Los Angeles 1984.

## Palmarès
- Olimpiadi
  - Los Angeles 1984: argento nella staffetta 4x100 m sl.
- Campionati europei di nuoto
  - 1983 - Roma: argento nella staffetta 4x100 m sl.